# Recologne (Doubs)
Recologne é uma comuna francesa na região administrativa de Borgonha-Franco-Condado, no departamento de Doubs. Estende-se por uma área de 6,78 km². Em 2010 a comuna tinha 670 habitantes (densidade: 98,8 hab./km²).